# Blücher (kortspel)

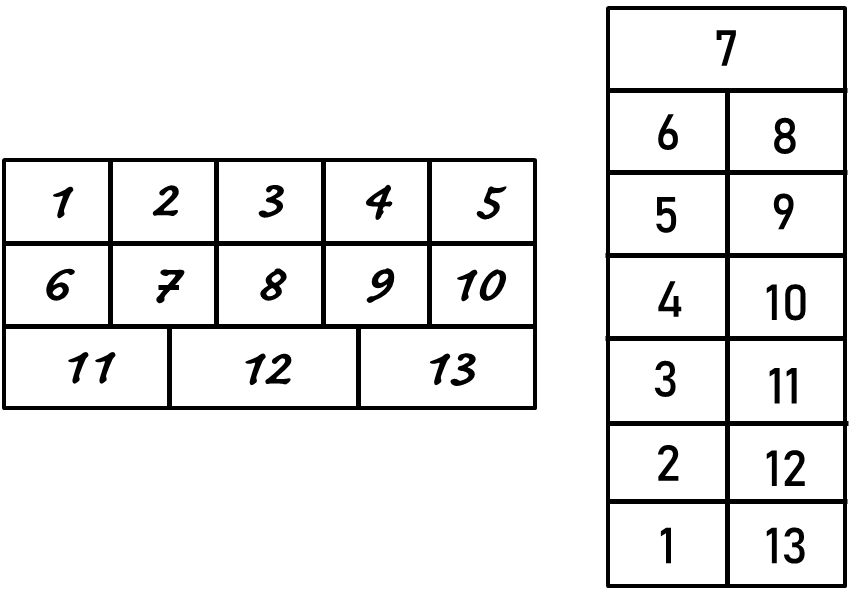
Två exempel på insatsbräden till spelet Blücher.

Blücher, även kallat blüchern, är ett kortspel med tydlig hasardkaraktär, där vinst och förlust helt och hållet är beroende av slumpen. Till spelet fordras spelmarker och ett insatsbräde med 13 numrerade fält, vilket kan ritas upp på ett papper. I stället för insatsbräde kan man använda spelkort från en extra kortlek.
Den deltagare som är i tur att inneha rollen som bankir vänder, efter det att de andra deltagarna har gjort sina insatser, upp ett kort i taget ur kortleken och räknar samtidigt högt från ess, två, tre och så vidare upp till och med kung. Varje gång som den utropade valören sammanfaller med valören på det dragna kortet, vinner bankiren de marker som ligger på motsvarande plats på insatsbrädet; därutöver ska de spelare som gjort dessa insatser betala samma antal marker till banken.
Spelet fortsätter på detta sätt tills bankiren gått igenom hela kortleken, alltså fyra hela varv från ess till kung. Skulle det under något av dessa varv ha inträffat att valörerna inte har stämt överens en enda gång, ska bankiren med sina egna marker dubblera alla insatser som just då finns på insatsbrädet. Dessa dubblerade insatser ligger kvar tills spelet är slut och tillfaller då spelarna som vinst, såvida de inte innan dess har tagits hem av banken.
Spelet är uppkallat efter den tyske fältmarskalken von Blücher, som var en av Napoleons motståndare på slagfältet.